# Stig Dagerman
Stig Dagerman (5 de octubre de 1923 - 4 de noviembre de 1954) fue un escritor y periodista anarquista sueco.

## Biografía
Nació en Älvkarleby, Suecia, en 1923; era hijo de padres de clase obrera, él empleado en una cantera y ella operadora telefónica. A los 11 años se trasladó definitivamente a Estocolmo.
Militó desde muy joven en los círculos anarcosindicalistas suecos y escribió para su prensa; se integró en la sección juvenil de la Sveriges Arbetares Centralorganisation (SAC), anarcosindicalista, a la que pertenecía su padre desde 1920.
Entre los 21 y 26 años escribió cuatro novelas, cuatro piezas de teatro, una colección de novelas cortas y un gran número de artículos, crónicas y reportajes. En 1943 se casó con Anne Marie Götzes, refugiada alemana e hija de voluntarios veteranos de la guerra civil española (1936-1939).
Influido por los novelistas estadounidenses de los años veinte, publicó la novela La serpiente (1945), que reflejaba la ansiedad y el temor resultantes de la II Guerra Mundial. En 1946 emprendió un viaje por la Alemania destruida, como corresponsal del Expressen. Fruto de esta experiencia publicó Otoño alemán, un reportaje que, fuera de prejuicios y libre de un periodismo políticamente correcto, se adentra en la vida de los supervivientes alemanes que viven en la humillación y en la miseria. 
Publicó Niño quemado en 1948. En marzo de 1950 rompió con su esposa e inició una relación con la actriz sueca Anita Björk, con la que tuvo una hija en 1951 y se casó en 1953.
En 1952, dos años antes de suicidarse, escribió Nuestra necesidad de consuelo es insaciable, especie de testamento de una decena de páginas. Murió en Enebyberg, área suburbana de Estocolmo, el 4 de noviembre de 1954.
A partir de 1996, y en honor a su memoria, la Sociedad Stig Dagerman entrega anualmente el premio de su nombre al escritor en cuya obra reconoce la importancia de la libertad de la palabra mediante la promoción de la comprensión intercultural. Algunos de los autores premiados han sido John Hron, Yasar Kemal, Ahmad Shamlou, Elsie Johansson, Elfriede Jelinek, Göran Palm, Sigrid Kahle, Jean-Marie Gustave Le Clézio y Eduardo Galeano.

## Obra traducida
- Gato escaldado. Seix Barral, Barcelona, 1962.
- El condenado a muerte, en Teatro sueco, Aguilar, 1967.
- La serpiente. Alfaguara, Madrid, 1990.
- Nuestra necesidad de consuelo es insaciable. Etcétera, Barcelona, 1998. (Reeditado por Pepitas de Calabaza, Logroño, 2007. ISBN 84-88455-54-3).
- Otoño alemán. Octaedro, Barcelona, 2001.
- El hombre desconocido. Nórdica, Madrid, 2014.[1]
- La isla de los condenados. Sexto Piso, Madrid, 2016.[2]
- Niño quemado. Nórdica libros, 2021.